# Presentació de grup
|  | No s'ha de confondre amb Representació de grup. |

En matemàtiques, un mètode per definir un grup és mitjançant una presentació. Hom especifica un conjunt S de generadors, de tal manera que tot element del grup es pot escriure com a producte de potències d'aquests generadors, i un conjunt R de relacions entre aquests generadors. llavors es diu que G admet una presentació
{\displaystyle \langle S\mid R\rangle }.
Informalment, G té la presentació anterior si és el "grup més lliure" generat per S subjecte només a les relacions R. Formalment, hom diu que el grup G té la representació anterior si és isomorf al quocient d'un grup lliure sobre S pel subgrup normal generat per les relacions R.
A tall d'exemple, el grup cíclic d'ordre n té la presentació
{\displaystyle \langle a\mid a^{n}=1\rangle },
on 1 és l'element neutre del grup. Això es pot escriure, de forma equivalent, com
{\displaystyle \langle a\mid a^{n}\rangle },
ja que s'assumeix que els termes que no duen un signe d'igualtat són, de fet, iguals a l'element neutre.
Tot grup té una presentació; de fet, admet diverses presentacions. Una presentació acostuma a ser la manera més compacta de descriure l'estructura del grup.

## Conceptes previs
Un grup lliure sobre un conjunt S és un grup en el qual tot element es pot descriure de manera unívoca com un producte finit de la forma
{\displaystyle s_{1}^{a_{1}}s_{2}^{a_{2}}\ldots s_{n}^{a_{n}}}
on si són elements de S, els si adjacents són diferents, i ai són enters diferents de zero (encara que n pot ser zero). En termes menys formals, el grup consisteix en paraules on les lletres són els generadors i els seus inversos, subjectes només a les cancel·lacions d'un generador amb el seu invers.
Si G és un grup qualsevol, i S és un subconjunt generador de G, llavors tot element de G també té la forma anterior; en general, però, aquests productes no descriuen unívocament un element de G.
Per exemple, el grup diedral D₈ d'ordre 16 es pot generar per una rotació, r, d'ordre 8; i una reflexió, f, d'ordre 2; efectivament, tot element de D₈ és un producte de (potències de) r i f.
Tanmateix tenim, per exemple, que rfr = f, r7 = r−1, etc., de tal manera que aquests productes no són únics a D₈. Cadascuna d'aquestes equivalències de productes es pot expressar com una igualtat amb la identitat, com per exemple
rfrf = 1,
r8 = 1,
f² = 1.
Informalment, hom pot considerar aquests productes com a elements del grup lliure F = <r, f>, i es pot considerar el subgrup R de F generat per aquestes cadenes, cadascuna de les quals és igual a 1 vistes com a productes dins D₈.
Si llavors designem per N el subgrup de F generat per tots els conjugats x−1Rx de R, aleshores és fàcil veure que tot element de N és un producte finit x1−1r1x1 ... xm−1rm xm de membres d'aquests conjugats. Com a conseqüència, N és un subgrup normal de F; addicionalment, tot element de N, considerat com a producte a D₈, també és igual a 1. Per tant, D₈ és isomorf al grup quocient F/N. Hom diu aleshores que D₈ té la presentació
{\displaystyle \langle r,f\mid r^{8}=f^{2}=(rf)^{2}=1\rangle }.

## Definicions
Sigui S un conjunt, i sigui FS el grup lliure sobre S. Sigui R un conjunt de paraules de S, de tal manera que R proporciona naturalment un subconjunt de FS. Per tal de formar un grup amb presentació <S | R>, la idea és prendre el quocient de FS pel més petit subgrup normal tal que cada element de R quedi identificat amb la identitat. Notem que R pot no ser un subgrup, molt menys un subgrup normal de FS i, per tant, no es pot prendre el quocient per R. La solució és prendre la clausura normal N de R dins FS. El grup <S | R> es defineix llavors com el grup quocient
{\displaystyle \langle S\mid R\rangle =F_{S}/N}.
Els elements de S s'anomenen generadors de <S | R> i els elements de R configuren les relacions. Es diu que un grup G té la presentació <S | R> si G és isomorf a <S | R>.
És comú escriure les relacions en la forma x = y, on x i y són paraules de S. Això significa que y−1x ∈ R. Això té el significat intuïtiu de què les imatges de x i y són iguals en el grup quocient. Per tant, si hom té rn a la llista de relacions, això és equivalent a dir que rn = 1. Una altra simplificació de la notació és escriure [x, y] per a un commutador xyx−1y−1.
Hom diu que una presentació és finitament generada si S és finit, i finitament relacionat si R és finit. Si ambdós conjunts són finits, hom parla d'una presentació finita. Un grup és finitament generat (respectivament finitament relacionat, finitament presentat) si té una presentació finitament generada (respectivament finitament relacionada, presentació finita).
Si S està indexat per un conjunt I consistent de tots els nombres naturals o d'un subconjunt finit d'ells, llavors és senzill establir una codificació unívoca (o nombre de Gödel) f : FS → N del grup lliure sobre S en el conjunt dels nombres naturals, tal que hom pot trobar algorismes que, donat f(w), es pot calcular w, i viceversa. Amb aquestes definicions, hom pot dir que un subconjunt U de FS és recursiu (respectivament recursivament enumerable) si f(U) és recursiu (respectivament recursivament enumerable). Si S està indexat de la manera anterior i R és recursivament enumerable, llavors hom diu que la presentació és una presentació recursiva i que el corresponent grup és recursivament presentat. Aquesta terminologia pot semblar estranya, però es pot demostrar que si un grup té una presentació amb R recursivament enumerable, llavors en té una altra amb R recursiu.
Donat un grup finit G, la taula de multiplicació en proporciona una representació. Sigui S el conjunt dels elements gi de G, i sigui R el conjunt de totes les paraulea de la forma {\displaystyle g_{i}g_{j}g_{k}^{-1}}, on {\displaystyle g_{i}g_{j}=g_{k}\ } és una entrada de la taula de multiplicació. Llavors es pot interpretar que una presentació és una generalització d'una taula de multiplicació.
Tot grup finitament presentat és recursivament presentat, però hi ha grups recursivament presentats que no poden ser finitament presentats. Tanmateix, un teorema de Graham Higman afirma que un grup finitament generat té una presentació recursiva si i només si es pot submergir en un grup finitament presentat. A partir d'aquí, hom pot deduir que hi ha (llevat d'isomorfisme) només una quantitat numerable de grups finitament generats i recursivament presentats. Bernhard Neumann demostrà que hi ha una quantitat no numerable de grups generadors. Per tant, existeixen grups finitament generats que no es poden presentar de manera recursiva.

## Exemples

### Història
Una de les primeres presentacions d'un grup per generadors i relacions fou establerta pel matemàtic irlandès William Rowan Hamilton l'any 1856, en el seu icosian calculus, una presentació del grup icosaèdric.
Walther von Dyck, alumne de Felix Klein, en va realitzar el primer estudi sistemàtic a principis de la dècada dels 1880, establint així els fonaments de la teoria combinatòria de grups.

### Exemples comuns
La següent taula enumera alguns exemples de presentacions per a grups estudiats habitualment. Cal notar que, en cada cas, poden ser possibles altres presentacions. La presentació indicada pot no ser la més eficient possible.
| Grup                                    | Presentació | Comentaris |
| --------------------------------------- | --- | --- |
| el grup lliure sobre S                  | {\displaystyle \langle S\mid \varnothing \rangle } | Un grup lliure és "lliure" en el sentit que no està subjecte a cap relació.                                                                 |
| Cn, el grup cíclic d'ordre n            | {\displaystyle \langle a\mid a^{n}\rangle } | |
| Dn, el grup diedral d'ordre 2n          | {\displaystyle \langle r,f\mid r^{n},f^{2},(rf)^{2}\rangle } | Aquí, r representa una rotació i f una reflexió.                                                                                            |
| D∞, el grup diedral infinit             | {\displaystyle \langle r,f\mid f^{2},(rf)^{2}\rangle } | |
| Dicn, el grup dicíclic                  | {\displaystyle \langle r,f\mid r^{2n},r^{n}=f^{2},frf^{-1}=r^{-1}\rangle } | El grup dels quaternions n'és un cas especial quan n = 2.                                                                                   |
| Z × Z                                   | {\displaystyle \langle x,y\mid xy=yx\rangle } | |
| Z/mZ × Z/nZ                             | {\displaystyle \langle x,y\mid x^{m},y^{n},xy=yx\rangle } | |
| el grup abelià lliure sobre S           | {\displaystyle \langle S\mid R\rangle } on R és el conjunt de tots els commutadors d'elements de S | |
| Sn, el grup simètric en n símbols       | generadors: {\displaystyle \sigma _{1},\ldots ,\sigma _{n-1}} relacions: - {\displaystyle \sigma _{i}^{2}=1}, - {\displaystyle \sigma _{i}\sigma _{j}=\sigma _{j}\sigma _{i}{\mbox{ si }}j\neq i\pm 1}, - {\displaystyle \sigma _{i}\sigma _{i+1}\sigma _{i}=\sigma _{i+1}\sigma _{i}\sigma _{i+1}\ } El darrer conjunt de relacions es pot transformar en - {\displaystyle {(\sigma _{i}\sigma _{i+1}})^{3}=1\ } escrivint {\displaystyle \sigma _{i}^{2}=1}. | Aquí, σi és la permutació que intercanvia l'element i-sim amb l'(i+1)-sim. El producte σiσi+1 és un 3-cicle sobre el conjunt {i, i+1, i+2}. |
| Bn, els grups de trenes                 | generadors: {\displaystyle \sigma _{1},\ldots ,\sigma _{n-1}} relacions: - {\displaystyle \sigma _{i}\sigma _{j}=\sigma _{j}\sigma _{i}{\mbox{ if }}j\neq i\pm 1}, - {\displaystyle \sigma _{i}\sigma _{i+1}\sigma _{i}=\sigma _{i+1}\sigma _{i}\sigma _{i+1}\ } | Cal notar la semblança amb el grup simètric; l'única diferència és la supressió de la relació {\displaystyle \sigma _{i}^{2}=1}.            |
| T ≅ A₄, el grup tetraèdric              | {\displaystyle \langle s,t\mid s^{2},t^{3},(st)^{3}\rangle } | |
| O ≅ S₄, el grup octaèdric               | {\displaystyle \langle s,t\mid s^{2},t^{3},(st)^{4}\rangle } | |
| I ≅ A₅, el grup icosaèdric              | {\displaystyle \langle s,t\mid s^{2},t^{3},(st)^{5}\rangle } | |
| Q₈, el grup dels quaternions            | {\displaystyle \langle i,j\mid jij=i,iji=j\rangle \,} | Per a una presentació alternativa, vegeu Dicn més amunt.                                                                                    |
| SL(2, Z), el grup lineal especial       | {\displaystyle \langle a,b\mid aba=bab,(aba)^{4}\rangle } | Topològicament, es poden visualitzar a i b com a girs de Dehn sobre el tor.                                                                 |
| GL(2, Z), el grup lineal general        | {\displaystyle \langle a,b,j\mid aba=bab,(aba)^{4},j^{2},(ja)^{2},(jb)^{2}\rangle } | Extensió de grups no trivial de SL(2, Z) per Z/2Z                                                                                           |
| PSL(2, Z), el grup modular              | {\displaystyle \langle a,b\mid a^{2},b^{3}\rangle } | PSL(2, Z) és el producte lliure dels grups cíclics Z/2Z i Z/3Z.                                                                             |
| Grup de Heisenberg                      | {\displaystyle \langle x,y,z\mid z=xyx^{-1}y^{-1},xz=zx,yz=zy\rangle } | |
| BS(m, n), els grups de Baumslag-Solitar | {\displaystyle \langle a,b\mid a^{n}=ba^{m}b^{-1}\rangle } | |
| Grup de Tits                            | {\displaystyle \langle a,b\mid a^{2},b^{3},(ab)^{13},[a,b]^{5},[a,bab]^{4},(ababababab^{-1})^{6}\rangle } | [a, b] és el commutador. |

Un exemple d'un grup finitament generat que no és finitament presentat és el producte en corona {\displaystyle \mathbf {Z} \wr \mathbf {Z} } del grup dels enters amb ell mateix.

## Teoremes
| Teorema Tot grup té una presentació. |

Per veure això, donat un grup G, considerem el grup lliure FG sobre G. Per la propietat universal dels grups lliures, existeix un únic homomorfisme de grups φ : FG → G tal que la seva restricció a G és l'aplicació identitat. Sigui K el nucli d'aquest homomorfisme. Aleshores K és normal dins FG i, per tant, és igual a la seva clausura normal, de manera que <G | K> = FG/K. Com que l'aplicació identitat és exhaustiva, φ també és exhaustiva, i pel primer teorema d'isomorfisme, <G | K> ≅ im(φ) = G.
Cal notar que aquesta presentació pot ser altament ineficient si tant G com K són més grans del que és necessari.
| Corol·lari Tot grup finit té una presentació finita. |

Hom pot prendre els elements del grup com a generadors i la taula de Cayley per a les relacions.

### Teorema de Novikov-Boone
La solució negativa al problema de la paraula per a grups afirma que existeix una presentació finita <S | R> per a la qual no existeix cap algorisme que, donades dues paraules u, v, decideixi si u i v descriuen el mateix element del grup. Aquest resultat fou demostrat per Piotr Nóvikov l'any 1955 i William Boone en va donar una demostració alternativa l'any 1958.

## Construccions
Suposem que G té una presentació <S | R> i H té una presentació <T | Q>, on S i T són disjunts. Llavors
- el producte lliure G ∗ H té una presentació <S, T | R, Q> i
- el producte directe G × H té una presentació <S, T | R, Q, [S,T]>, on [S,T] significa que tot element de S commuta amb tot element de T.

## Deficiència
La deficiència d'una presentació finita <S | R> és simplement |S| − |R|, i la deficiència d'un grup finitament presentat G, denotat per def G, és el màxim de les deficiències de totes les presentacions de G. La deficiència d'un grup finit sempre és negativa o zero. El multiplicador de Schur d'un grup G es pot generar per −def G generadors, i G és eficient si es necessita efectivament aquest nombre.

## Teoria geomètrica de grups
Una presentació d'un grup determina una geometria, en el sentit de la teoria geomètrica de grafs: hom té el graf de Cayley, que té una mètrica, anomenada mètrica de paraules. També se n'obtenen dos ordres, l'ordre feble i l'ordre de Bruhat, amb els corresponents diagrames de Hasse. Un exemple important en són els grups de Coxeter.
Addicionalment, algunes propietsts d'aquest graf (la geometria grollera) són intrínseques, en el sentit de què són independents de l'elecció dels generadors.